# Noardeast-Fryslân

Topografische kaart van de gemeente Noardeast-Fryslân

Noardeast-Fryslân, [’no.ətɪ.əst ’frislɔ:n] (Nederlandse vertaling: Noordoost-Friesland) is een gemeente in de Nederlandse provincie Friesland. De gemeente telt 45.866 inwoners (22 november 2024, bron: CBS) en is op 1 januari 2019 ontstaan uit de gemeenten Dongeradeel, Ferwerderadeel en Kollumerland en Nieuwkruisland. Binnen Friesland vormt de gemeente onderdeel van de streek Noordoost-Friesland.

## Geschiedenis
In eerste instantie was het de bedoeling dat in Noardeast-Fryslân een nog grotere nieuwe gemeente zou ontstaan uit de gemeenten Dantumadiel, Dongeradeel, Ferwerderadiel en Kollumerland c.a. Sinds 1 januari 2017 zijn deze vier gemeenten ambtelijk gefuseerd. Dantumadiel deed echter niet mee met de bestuurlijke fusie en ging na de vorming van de nieuwe gemeente diensten afnemen zonder dat ze zelf een ambtelijk apparaat heeft. Sinds 1 januari 2024 is deze dienstverlening gestopt, is de Centrumregeling opgeheven en de ambtelijke organisatie ontvlochten: de gemeente Dantumadiel beschikt vanaf dat moment over een eigen ambtelijke organisatie. 

### Naam
De naam werd op 30 maart 2017 gekozen door de drie gemeenteraden, na een referendum onder de bevolking waarbij de namen Dokkumerlân, en Ie- en Lauwerslân de andere twee kanshebbende namen waren.

### Wapen
Bij de gemeenteraadsvergadering van 2 januari 2019 onthulde waarnemend burgemeester Hayo Apotheker het nieuwe wapen van de gemeente. Het wapen toont bovenin twee golvende balken in blauw en daaronder geel, die aangeven dat het een kustgemeente betreft. Het overige deel is groen, beladen met een gouden ster, die voorkwam in de wapens van de drie oorspronkelijke gemeenten. Het wapen wordt gedekt door een Friese grietenijkroon. Deze is overgenomen van Kollumerland c.a. en Dongeradeel.

## Plaatsen
De gemeente bestaat uit de stad Dokkum en daarnaast 52 dorpen. De Friese namen zijn grotendeels de officiële. De plaatsnamen in voormalig Ferwerderadiel waren al sinds 1999 Friestalig, op 10 september 2020 besloot de gemeenteraad unaniem tot het harmoniseren van de plaatsnamen door alle resterende plaatsen ook officieel Friestalig vast te leggen. Dit ging in per 1 januari 2023, met uitzondering van Aalsum, Burum, Hiaure, Munnekezijl, Kollumerpomp, Waaxens en Warfstermolen. 

### Stad en dorpen
In de gemeente bevinden zich de volgende officiële woonplaatsen (stad en dorpen). Officieel Friestalige namen die afwijken van de Nederlandse vertaling zijn vetgedrukt weergegeven. In alle andere gevallen is de Nederlandse naam officieel of zijn de namen in beide talen gelijk.
Naast deze officiële woonplaatsen zijn er nog een aantal dorpen die (nog) geen officiële woonplaats zijn of buurtschappen die ook wel dorp worden genoemd: Ezumazijl, Tiltjeburen en Westernijkerk.
| Nederlandse naam                            | Friese naam                                | aantal inwoners (2023) |
| ------------------------------------------- | ------------------------------------------ | ---------------------- |
| Aalsum                                      | Ealsum                                     | 120                    |
| Anjum                                       | Eanjum                                     | 1.160                  |
| Augsbuurt of Lutjewoude                     | Augsbuert-Lytsewâld (voor 2023: Lytsewâld) | 80                     |
| Birdaard                                    | Burdaard                                   | 1.170                  |
| Blija                                       | Blije                                      | 840                    |
| Bornwird                                    | Boarnwert                                  | 110                    |
| Brantgum                                    | Brantgum                                   | 240                    |
| Burum                                       | Boerum                                     | 615                    |
| Dokkum                                      | Dokkum                                     | 12.965                 |
| Ee                                          | Ie                                         | 850                    |
| Engwierum                                   | Ingwierrum                                 | 575                    |
| Ferwerd                                     | Ferwert                                    | 1.815                  |
| Foudgum                                     | Foudgum                                    | 75                     |
| Genum                                       | Ginnum                                     | 85                     |
| Hallum                                      | Hallum                                     | 2.675                  |
| Hantum                                      | Hantum                                     | 390                    |
| Hantumeruitburen                            | Hantumerútbuorren                          | 65                     |
| Hantumhuizen                                | Hantumhuzen                                | 215                    |
| Hiaure                                      | De Lytse Jouwer                            | 65                     |
| Hogebeintum                                 | Hegebeintum                                | 80                     |
| Holwerd                                     | Holwert                                    | 1.545                  |
| Janum                                       | Jannum                                     | 40                     |
| Jislum                                      | Jislum                                     | 70                     |
| Jouswier                                    | Jouswier                                   | 40                     |
| Kollum                                      | Kollum                                     | 5.805                  |
| Kollumerpomp                                | De Pomp of Kollumerpomp                    | 430                    |
| Kollumerzwaag                               | Kollumersweach                             | 3.045                  |
| Lichtaard                                   | Lichtaard                                  | 85                     |
| Lioessens                                   | Ljussens                                   | 390                    |
| Marrum                                      | Marrum                                     | 1.410                  |
| Metslawier                                  | Mitselwier                                 | 885                    |
| Munnekezijl                                 | Muntsjesyl                                 | 490                    |
| Moddergat                                   | Moddergat                                  | 220                    |
| Morra                                       | Moarre                                     | 235                    |
| Nes                                         | Nes                                        | 375                    |
| Niawier                                     | Nijewier                                   | 360                    |
| Oosternijkerk                               | Easternijtsjerk                            | 930                    |
| Oostmahorn (officieel: De Skâns-Oostmahorn) | De Skâns                                   | 85                     |
| Oostrum                                     | Eastrum                                    | 185                    |
| Oudwoude                                    | Aldwâld                                    | 815                    |
| Paesens                                     | Peazens                                    | 205                    |
| Raard                                       | Raard                                      | 205                    |
| Reitsum                                     | Reitsum                                    | 135                    |
| Ternaard                                    | Ternaard                                   | 1.310                  |
| Triemen                                     | De Trieme                                  | 325                    |
| Veenklooster                                | Feankleaster                               | 110                    |
| Waaxens                                     | Waaksens                                   | 40                     |
| Wanswerd                                    | Wânswert                                   | 235                    |
| Warfstermolen                               | Warfstermûne                               | 195                    |
| Westergeest                                 | Westergeast                                | 620                    |
| Wetsens                                     | Wetsens                                    | 50                     |
| Wierum                                      | Wierum                                     | 305                    |
| Zwagerbosch                                 | Sweagerbosk                                | 530                    |

### Buurtschappen
Naast de officiële plaatsen en enkele andere bevinden bevinden zich in de gemeente de volgende buurtschappen:
- 't Schoor
- Abbewier
- Bartlehiem (deels)
- Beintemahuis
- Betterwird
- Bollingawier
- Bonte Hond
- Bornwirdhuizen
- Boteburen
- Brandeburen
- De Dellen
- De Keegen
- De Kolk
- De Leegte
- De Rijp
- De Wirden
- De Schans
- Dijkshorne
- Dokkumer Nieuwe Zijlen
- Drieboerehuizen
- Groot Medhuizen
- Halfweg
- Hallumerhoek
- Hanenburg
- Hantumerhoek
- Huis ter Noord
- It Paradyske
- Kettingwier
- Klein Medhuizen
- Kletterbuurt
- Kollumeroudzijl
- Krabburen
- Laagland
- Lutkelaard
- Lutkewier
- Molenbuurt
- Nieuwland
- Oosterbeintum
- Oudeterp
- Oudwouderzijlen
- Reidswal
- Scharnehuizen
- Sibrandahuis
- Steenharst
- Steenvak
- Stiem
- Teerd
- Teijeburen
- Tergracht (deels)
- Ter Lune
- Tibma
- Tilburen
- Vaardeburen
- Veldburen
- Vijfhuizen (Hallum)
- Vijfhuizen (Ternaard)
- Visbuurt
- Weerdeburen
- Westerburen
- Wie
- Wijgeest
- Zandbulten
- Zevenhuizen

Daarnaast ligt een stuk van de streek Wildpad in de gemeente, het grootste deel ligt in de gemeente Achtkarspelen, die op 28 maart 2019 besloot dat er eigen plaatsnaamborden komen.

## Verkeer & vervoer

### Wegen
Noard-East Fryslân heeft een aantal N-wegen in de gemeente die functioneren als belangrijk verkeersaders door de gemeente. Deze N-wegen zijn:
- : Nijega - Dokkum (wordt even onderbroken door  ) - Holwert
- : Leeuwarden - Holwert
- : Frieschepalen - Buitenpost - Holwert
- : Tytsjerk - Dokkum - Lauwersoog - Groningen
- (Trekweg/Trekwei): Gerkesklooster - Dokkum

De bovenstaande N-wegen sluiten vervolgens weer aan op de grotere verkeersaders:   /   / 

### Openbaar vervoer
De gemeente heeft natuurlijk een groot aantal verschillende openbaarvervoerlijnen. Een aantal belangrijke openbaarvervoerlijnen binnen de gemeente zijn:

##### Bus
- Lijn 51: Leeuwarden - Roodkerk - Dokkum - Anjum - Lauwersoog (voor veerdienst naar het eiland Schiermonnikoog)
- Lijn 66: Leeuwarden - Holwert Veerdam (voor veerdienst naar het eiland Ameland)
- Lijn 355 (HOV): Bolsward - Wommels - Dokkum - Leeuwarden
- Lijn 356 (HOV): Dokkum - Feanwâlden - Drachten

##### Boot
- Holwert Veerdam - Ameland
- De Skâns-Oostmahorn - Schiermonnikoog

##### Trein
- Lijn RE1 (Sneltrein): Leeuwarden - Feanwâlden - Buitenpost - Groningen
- Lijn RS1 (Stoptrein): Leeuwarden - Leeuwarden Camminghaburen - Hurdegaryp - Feanwâlden - De Westereen - Buitenpost - Grijpskerk - Zuidhorn - Groningen

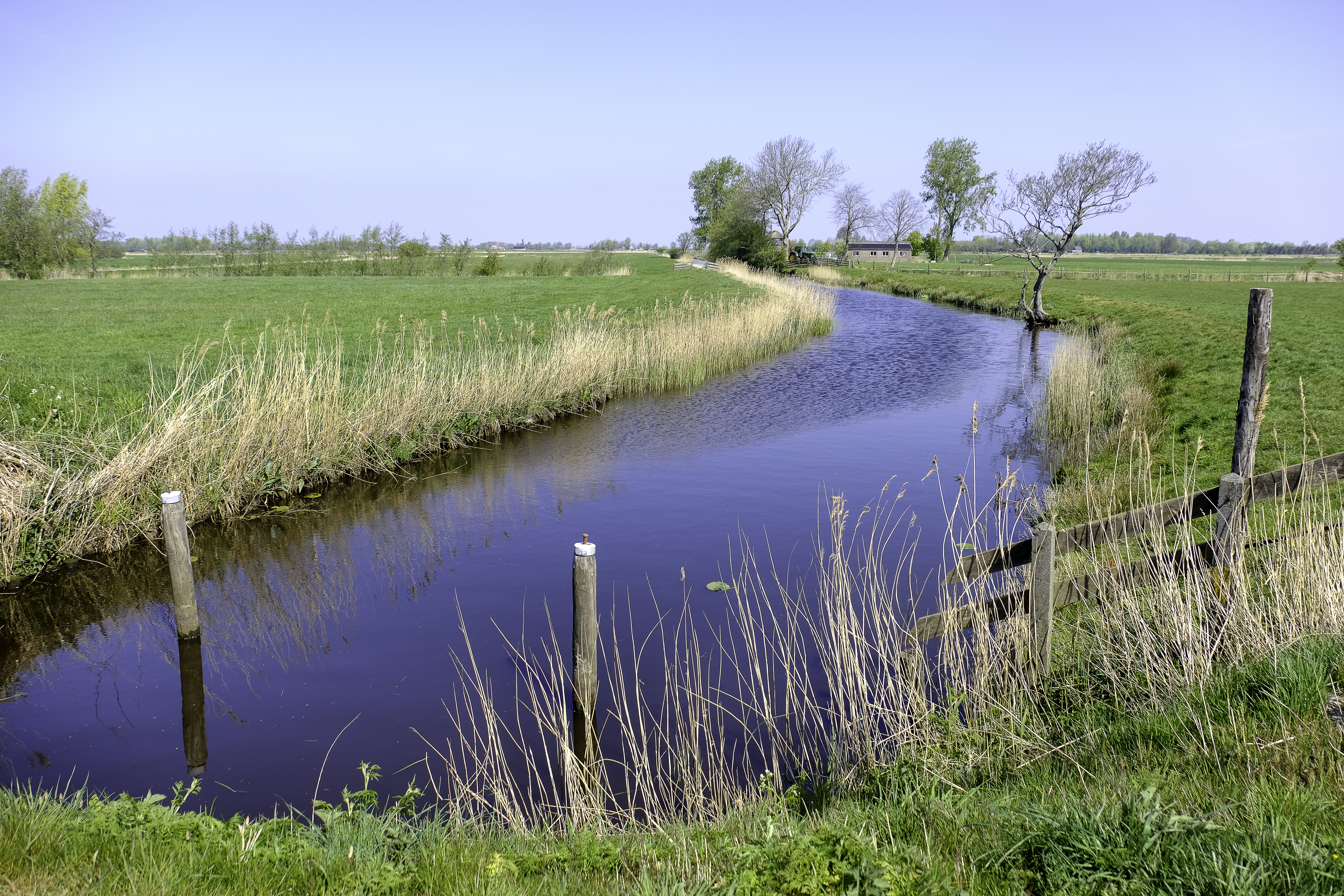
De Kollumerzwaagstervaart

### Wateren
In de provincie Friesland zijn in veel gemeenten, waaronder de gemeente Noardeast-Fryslân, de Friese namen van de oppervlaktewateren de officiële namen.

#### Meren en poelen
In de gemeente bevinden zich de volgende meren en poelen:
| Nederlandse naam | Officiële naam |
| ---------------- | -------------- |
| Alde Dobbe       | Alde Dobbe     |
| Geestmermeer     | Geastmer Mar   |
| Lauwersmeer      | Lauwersmeer    |
| Mallegraafsgat   | Mâlegraafsgat  |
| Oosterdobbe      | Easterdobbe    |
| Westerdobbe      | Westerdobbe    |
| Zandwielen       | Sânwielen      |

#### Rivieren, kanalen en sloten
Diverse kanalen, sloten en watergangen in de gemeente zijn:
| Nederlandse naam       | Officiële naam           |
| ---------------------- | ------------------------ |
| Aalsumervaart          | Ealsumer Feart           |
| Anjumeropvaart         | Eanjumer Opfeart         |
| Baantjegracht          | Baantsjegracht           |
| Binnensluis            | Binnenslús               |
| Blijaërvaart           | Blijer Feart             |
| Burumervaart           | Boerumer Faart           |
| Burmaniavaart          | Burmaniafeart            |
| Contributievaart       | Kontribúsjefeart         |
| Dijkvaart              | Dyksfeart                |
| Dijkstervaart          | Dykster Feart            |
| Dokkumerdiep           | Dokkumer Djip            |
| Dokkumergrootdiep      | Dokkumer Grutdjip        |
| Dokkumer Ee            | Dokkumer Ie              |
| Drie Pypstergracht     | Drypypstergracht         |
| Dwarsmeer              | Dwarsmear                |
| Dwarsried              | Dwarsryd                 |
| Eesteropvaart          | Iester Ryd               |
| Finkumervaart          | Feinsumer Feart          |
| Ferwerdervaart         | Ferwerter Feart          |
| Foudgumervaart         | Foudgumer Feart          |
| Genumer Opvaart        | Ginnumer Feart           |
| Hallumertrekvaart      | Hallumer Feart           |
| Hallumerhoekstervaart  | Hallumerhoekster Feart   |
| Hantumervaart          | Hantumer Feart           |
| Hantumhuistervaart     | Hantumhúster Feart       |
| Hardrijdersgracht      | Hardridersgracht         |
| Heerenwegstervaart     | Hearreweister Feart      |
| Hijumervaart           | Hijumer Feart            |
| Hoge Herenwegstervaart | Hege Hearreweister Feart |
| Holwerdervaart         | Holwerter Feart          |
| De Hulp                | De Hulp                  |
| Jellegat (Jaarlasloot) | Jellegat                 |
| Jislumervaart          | Jislumer Feart           |
| De Jordaan             | De Jordaan               |
| Keegensterried         | Keegenster Ryd           |
| Ketelvaart             | Tsjettelfeart            |
| Koevaart               | Kuorfeart                |
| Kollumerzwaagstervaart | Sweager Feart            |
| Lauwers                | De Lauwers               |
| Marrumervaart          | Marrumer Feart           |
| Meersloot              | Marsleat                 |

| Nederlandse naam              | Officiële naam               |
| ----------------------------- | ---------------------------- |
| Miedvaart                     | Miedfeart                    |
| Moersloot                     | Moerssleat                   |
| Morrastervaart                | Moarster Feart               |
| Muizenrid                     | Mûzerid                      |
| Nesseropvaart                 | Nesser Opfeart               |
| Niawiersteropvaart            | Nijwierster Opfeart          |
| Nieuwe Zwemmer                | Nije Swemmer                 |
| Nieuwe Vaart                  | Nije Feart                   |
| Nieuwlandsried                | Nijlandsryd                  |
| Noordergracht                 | Noardergracht                |
| Oostrumer Opvaart             | Eastrumer Opfeart            |
| Oud Dokkumerdiep              | Alde Lunen                   |
| Ouddiep                       | Alddjip                      |
| Oude Hulp                     | Alde Hulp                    |
| Oude Beyried                  | Beiryd                       |
| Oude Peasens                  | Alde Peazens                 |
| Oude Meer                     | Aldmear                      |
| Oude Ried                     | Alde Ryd                     |
| Oude Zwemmer                  | Aldswemmer                   |
| Olde Lauwers                  | Olde Lauwers                 |
| Oudlandsried                  | Oldlansryd                   |
| Paesens                       | De Peazens                   |
| Parkstergracht                | Parkstergracht               |
| Petsleat                      | Petsleat                     |
| Pompsterried                  | Pompster Ryd                 |
| Raardervaart                  | Raarder Feart                |
| De Rijd                       | De Ryd                       |
| Rijpstervaart                 | Rypster Feart                |
| Stroobossertrekvaart          | Strobosser Trekfeart         |
| Stroomkanaal Willem Lorésluis | Streamkanaal Willem Loréslûs |
| Ternaardervaart               | Ternaarder Feart             |
| De Traan                      | De Traan                     |
| Verbindingkanaal              | Ferbiningskanaal             |
| Wierumeropvaart               | Wierumer Opfeart             |
| Woudvaart                     | Wâldfeart                    |
| Zijlsterrijd                  | Sylster Ryd                  |
| Zuidergracht                  | Sudergracht                  |
| Zuider Ee                     | Suderie                      |
| Zwadde                        | De Swadde                    |
| Zwaddesloot                   | Swaddesleat                  |

## Politiek

### Gemeenteraad
De gemeenteraad van Noardeast-Fryslân bestaat uit 29 zetels.
| Partij                             | 2018 | 2022  |
| ---------------------------------- | ---- | ----- |
| FNP                                | 5    | 8     |
| Sociaal in Noardeast-Fryslân (S!N) | 4    | 7(6)  |
| CDA                                | 7    | 4     |
| ChristenUnie                       | 4    | 4     |
| PvdA                               | 3    | 2     |
| Belang Van Nederland               | -    | 2     |
| VVD                                | 3    | 1     |
| Gemeentebelangen Noardeast-Fryslân | 2    | 1     |
| Fractie Tien                       | -    | - (1) |
| Waddenpartij                       | 0    | 0     |
| Actief Lokaal                      | -    | 0     |
| ELP-NEF                            | 1    | -     |
| Totaal                             | 29   | 29    |

- Noot 1: Op 14 april 2023 kondigde gemeenteraadslid Tineke Admiraal haar vertrek aan bij S!N. Zij neemt nu deel aan de gemeenteraad als eenmansfractie onder de naam Fractie Tien.[15]

### Recente politieke ontwikkelingen (2024)
In juli 2024 viel de coalitie van Noardeast-Fryslân over een discussie over de mogelijke komst van een asielzoekerscentrum in Dokkum. Een aangenomen motie van FNP, Gemeentebelangen, BVNL, VVD en PvdA, die opriep tot kleinschalige opvang in plaats van een groot azc, leidde tot het opstappen van de wethouders Jouke Douwe de Vries en Rebecca Slijver van coalitiepartij S!N.
Echter, op 17 oktober 2024 werd een nieuwe meerderheidscoalitie gevormd door FNP, Gemeentebelangen Noardeast-Fryslân, ChristenUnie en CDA. Het nieuwe coalitieakkoord, ‘Foar de Mienskip’, borduurt voort op het vorige, maar met aangepaste afspraken over de opvang van ontheemden. Daarnaast richt de nieuwe coalitie zich op de realisatie van een tweede onderstation in Dokkum en ‘smart energy hubs’ in Hallum en mogelijk Betterwird. Het nieuwe College van Burgemeester en Wethouders zal wederom uit vijf wethouders bestaan. Naast de drie zittende wethouders werden Lysbeth Vellinga-Zeilstra (ChristenUnie) en Maaike Prins (CDA) voorgedragen als nieuwe wethouders. De beoogde looptijd van deze coalitie is tot de gemeenteraadsverkiezingen in maart 2026.

### College van burgemeester en wethouders
2024-2026
Het college van burgemeester en wethouders voor de periode 2024-2026 wordt gevormd door een coalitie van FNP, Gemeentebelangen Noardeast-Fryslân, CDA & CU (17 van de 29 zetels na de verkiezingen van 2022).
De voorzitter van het college van B&W is:
- Burgemeester Johannes Kramer (FNP): Bestuur, Openbare Orde en Veiligheid ("Bestjoer, Iepenbiere oarder en Feiligens")

De vijf wethouders zijn:
- Hanneke Jouta (FNP): Cultuur, Beheer en Milieu ("Kultuer, Behear en Miljeu")
- Bert Koonstra (FNP): Wonen, Ruimte en Vergunningen ("Wenjen, Romte en Fergunnings")
- Pieter Braaksma (Gemeentebelangen Noardeast-Fryslân): Verkeer, Infrastructuur, Landbouw en Economie ("Ferkear, Ynfra, Lânbou en Ekonomy")
- Maaike Prins (CDA): Financiën, Recreatie, Toerisme en Sport ("Finânsjes, Rekreaasje, Toerisme en Sport")
- Lysbeth Vellinga (CU): Welzijn en Onderwijs ("Wolwêzen en Ûnderwiis")

## Ontwikkeling van het bevolkingsaantal
- 1 januari 2005: 47 195 inwoners**
- 1 januari 2015: 45 556 inwoners**
- 1 januari 2017: 45 463 inwoners**
- 1 januari 2018: 45 287 inwoners**
- 1 januari 2019: 45 181 inwoners
- 1 oktober 2019: 45 274 inwoners
- 1 augustus 2020: 45 433 inwoners
- 31 januari 2022: 45 601 inwoners

(** bevolking Dongeradeel, Ferwerderadiel en Kollumerland bij elkaar opgeteld, bron: CBS Statline)

## Taal
Op het grondgebied van de gemeente wordt voornamelijk Fries gesproken, specifiek het Noordhoeks. In Dokkum wordt het Dokkumers gesproken, een variant van het Stadsfries. Ook in Kollum wordt Stadsfries gesproken: Kollumers. Samen met de gemeente Achtkarspelen is Noardeast-Fryslân de enige plek waar naast het Fries en het Nederlands ook Gronings Nedersaksisch gesproken wordt: in de dorpen Kollumerpomp, Munnekezijl, Warfstermolen en Burum worden Kollumerlands en Kollumerpompsters gesproken. De Reeks Nederlandse Dialectatlassen benoemt echter dat het Burumers als een Stadsfries dialect is te beschouwen met een Groningse inslag.

## Monumenten
De gemeente kent de volgende rijksmonumenten en oorlogsmonumenten.
- Lijst van rijksmonumenten in Noardeast-Fryslân
- Lijst van oorlogsmonumenten in Noardeast-Fryslân

## Aangrenzende gemeenten
| Aangrenzende gemeenten | Aangrenzende gemeenten | Aangrenzende gemeenten | Aangrenzende gemeenten | Aangrenzende gemeenten     |
| ---------------------- | ---------------------- | ---------------------- | ---------------------- | -------------------------- |
| Ameland (Noordzee)     |                        |                        |                        | Schiermonnikoog (Noordzee) |
|                        |                        |                        |                        |                            |
| Waadhoeke              | Het Hogeland (Gr)      |                        |                        |                            |
|                        | Westerkwartier (Gr)    |                        |                        |                            |
| Leeuwarden             | Tietjerksteradeel      | Dantumadeel            |                        | Achtkarspelen              |